# Ramón K. Pérez
Ramón K. Pérez   (Ontario, 4 de juny de 1973) és dibuixant i guionista canadenc. Convidat al 32è Saló del Còmic de Barcelona celebrat del 15 al 18 de maig de 2014.
Entre els seus treballs destaquen el fet per editorials com Archaia, Marvel, DC, Dark Horse Comic, Owl Kids, Scholastic Canada, McClelland & Stewart, Lucasarts, Epitome Pictures, Hasbro, Wizards of the Coast, Clorox. També ha treballat per a diverses revistes i a Palladium Books Inc.

## Premis
- Llibre d'Honor dels Premis Silver Birch 2008 de no ficció
- Selecció Oficial dels premis Silver Birch 2008 de no ficció
- Llibre de l'any 2010 per la Revista Foreword Reviews
- Millor Autor als Premis Eisner 2012[2]
- Millor Àlbum Il·lustrat al Premis Eisner 2012[2]

A més, ha rebut diverses nominacions al premi Shuster per la seva col·laboració en llibres infantils i còmics digitals. D'altra banda, la seva novel·la Cuento de arena, editada per Norma Editorial i basada en un guió cinematogràfic de Jim Henson (creador del programa infantil Barri Sèsam i de The Muppets) per la que va rebre dos premis Eisner, ha estat nominada a la Millor obra d'autor estranger publicada a Espanya el 2013 al 32è Saló del Còmic.
Les obres de l'autor es caracteritzen, entre altres coses, per barrejar diferents gèneres, com la space opesa, el western i la novel·la negra.